# Monodelphis domestica
El colicorto gris, o doméstico o brasileño (Monodelphis domestica) es una especie de marsupial didelfimorfo de la familia Didelphidae propia de Sudamérica; se halla en el centro y nordeste de Brasil, este de Bolivia, oeste de Paraguay y norte de Argentina.
Esta especie es utilizada como un organismo modelo en laboratorios, y es el primer marsupial del cual se completó el mapa genético. También se lo encuentra frecuentemente en las tiendas de mascotas exóticas.

## Descripción
Es un animal relativamente pequeño, con cierto parecido a los topillos. En estado salvaje, miden entre 12 y 18 cm, y pesan entre 60 y 100 g; los machos son significativamente mayores que las hembras. En cautividad alcanzan tamaños mayores, llegando en algunos machos a pesar 150 g. Su cola —como lo denuncia el nombre vulgar de todos los miembros de su género— es proporcionalmente corta, en comparación con la mayoría de las zarigüeyas, ya que mide de 5 a 9 cm.
Su pelaje es gris o gris amarronado, con las partes ventrales ligeramente más claras y las patas casi blancas. Su cola carece de pelos, excepto en la base. Tiene garras curvas y bien desarrolladas, y las patas tienen pequeñas almohadillas.
Las hembras carecen de marsupio visible, y típicamente poseen trece glándulas mamarias, que pueden ser retraídas dentro del cuerpo por unos músculos en su base.

## Distribución y hábitat
Es una especie típica de selvas tropicales y zonas arbustivas, que se encuentra también abundantemente en zonas de cultivo e ingresa con frecuencia en edificios e incluso en viviendas habitadas. Su área de distribución es en Brasil, al sur de la selva amazónica, en los llanos del este de Bolivia, el Chaco paraguayo y la provincia argentina de Formosa.

## Comportamiento
Su dieta se compone de pequeños reptiles, ranas, roedores e invertebrados, pero también de frutas. Busca dentro de la vegetación del suelo o los árboles para capturar sus presas, lanzándose sobre ellas —pueden matar una presa de su mismo tamaño— y aprisionándolas con sus garras, matándolas a continuación con un mordisco. También aprovecha animales muertos.
Tienen hábitos nocturnos, y su horario de máxima actividad es el de las primeras tres horas tras la puesta del sol. Son animales solitarios, y cada individuo ocupa un área de 1000 a 2000 m², que marcan con su olor. Usa su voz para defenderse, mientras se levanta sobre sus dos patas posteriores.
Construyen nidos con hojas y cortezas, donde pasan la mayor parte del día; si se encuentran alejados de su nido, esperan la noche en grietas en las rocas. Los nidos femeninos sin más complejos y consistentes que los de los machos.

## Reproducción
Sólo se juntan para aparearse, llamando a otros miembros de su especie con gritos y chillidos. Se aparean todo el año, de acuerdo al clima y la alimentación, y llegan a tener seis camadas anuales de seis a once crías. Las hembras sólo presentan estro cuando se exponen a feromonas masculinas, y la ovulación es inducida por el contacto con el macho.
La gestación dura catorce días; apenas nacida, cada cría se aferra a una mama, donde permanece durante dos semanas. Como todos los marsupiales, las crías nacen sin haber completado su desarrollo, con un tamaño de apenas 1 cm de largo y 0,1 g de peso. Nacen sin pelos, que les crecen unas tres semanas más tarde, y abren sus ojos en la cuarta semana de vida. Su destete se produce a las ocho semanas de vida.
Llegan a la madurez sexual a los cinco o seis meses de vida, y viven unos cuatro años en cautiverio.

## Uso en laboratorio

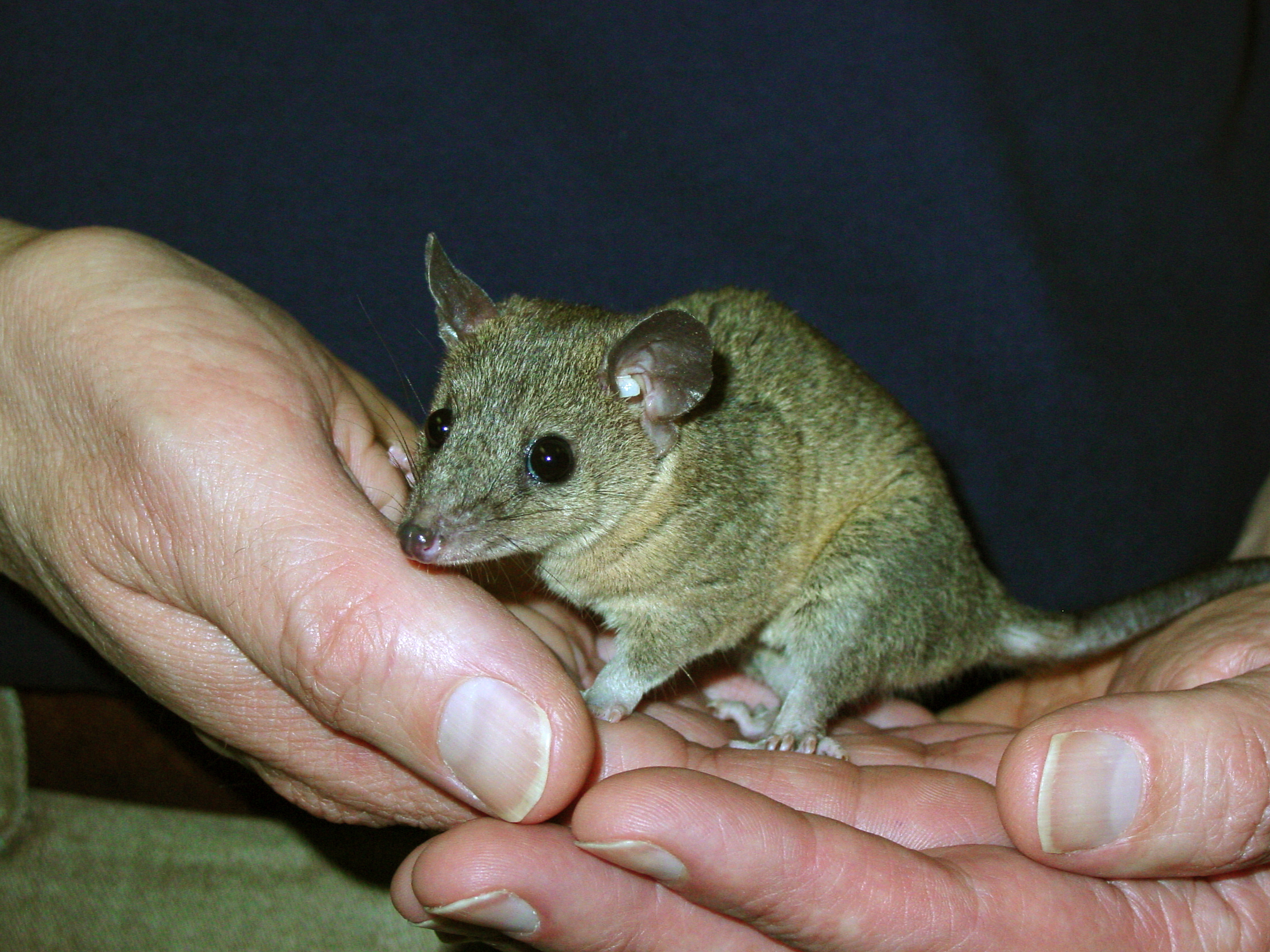
Monodelphis domestica

Este animal posee varias características que lo hacen una de las especies ideales para la investigación científica, particularmente en los estudios sobre marsupiales, como también para estudios de inmunología. Se cría fácilmente en laboratorios, y las crías son fácilmente accesibles debido a la falta de marsupio. Las crías nacen en un estado de desarrollo equivalente al de los fetos de 13 a 15 días de edad de las ratas, o al de embriones humanos de unos 40 días de desarrollo. Al momento de nacer, las crías carecen de todo sistema inmune, de modo que se las usa ampliamente como modelo para estudios sobre trasplantes de órganos, en oncología, y en estudios sobre el desarrollo del sistema inmunitario.
Su genoma ha sido secuenciado, de acuerdo a un estudio publicado en mayo de 2007, en un trabajo dirigido por el MIT y la Universidad de Harvard; el estudio revela que este animal tiene entre 18 000 y 20 000 genes para la síntesis proteica.